# Portrait de petit garçon
Portrait de petit garçon – ou Tête de jeune paysan – est un tableau réalisé en 1888 par le peintre français Paul Gauguin. Exécutée à la peinture à l'huile, cette toile au petit format carré est le portrait en buste d'un garçonnet blond vêtu de bleu. Aperçu par son profil droit, ce jeune paysan y figure regardant le spectateur du coin de l'œil. L'œuvre est conservée à la Fondation Bemberg, un établissement muséal toulousain constitué autour de l'ancienne collection privée de Georges Bemberg.